# Mine de Morcinek
La mine de Morcinek est une mine souterraine de charbon située en Pologne,.